# فابيان تشينكوا
فابيان تشينكوا (بالفرنسية: Fabien Tchenkoua)‏ (1 أكتوبر 1992 في الكاميرون - ) هو لاعب كرة قدم كاميروني في مركز الوسط. لعب مع نادي باريس ونادي سيدان ونادي سينت ترويدن ونادي غرونوبل ونيم أولمبيك.

## روابط خارجية
- فابيان تشينكوا على موقع قاعدة بيانات كرة القدم.إي يو (الإنجليزية)
- فابيان تشينكوا على موقع Soccerway.com (الإنجليزية)
- فابيان تشينكوا على موقع عالم كرة القدم.نت (الإنجليزية)